# 克利夫兰 (北达科他州)
克利夫兰（英語：Cleveland），是美国北达科他州下属的一座城市。根据2010年美国人口普查，该市有人口83人。